# Tragedia de El Espinal
El 26 de junio de 2022, se derrumbó una plaza de toros artesanal en El Espinal, Tolima, Colombia, durante la celebración de las fiestas patronales del san Pedro.

## Eventos
El colapso ocurrió en la sección de soporte de madera de tres pisos llena de miembros de la audiencia. Había 800 personas sentadas en la sección colapsada antes de que ocurriera el accidente.
Un total de seis personas murieron y otras 322 personas fueron atendidas en hospitales públicos y privados locales.

## Responsabilidades
El presidente Iván Duque expresó su solidaridad con todos los familiares de las víctimas y ordenó una investigación de los hechos. El presidente electo Gustavo Petro instó a que se prohibieran tales eventos, citando que no era la primera vez que sucedía.